# Gemenebest van de Filipijnen
Het Gemenebest van de Filipijnen (Engels: Commonwealth of the Philippines, Filipijns: Komonwelt ng Pilipinas) was de politieke benaming van de Filipijnen van 1935 tot 1946 toen het een gemenebest was van de Verenigde Staten. Voor 1935 was het een territorium van de Verenigde Staten, vanaf 1946 was het een onafhankelijke staat.
Het Gemenebest werd gecreëerd met het oogpunt op een overgangsregering gedurende tien jaar, op weg naar onafhankelijkheid. President werd Manuel Quezon en vice-president Sergio Osmeña beiden van de Nacionalista Party. In 1941 werden ze herkozen, maar in 1942 moesten ze wegens de Japanse bezetting in ballingschap gaan in de Verenigde Staten. Toen Quezon daar in 1944 stierf, volgde Osmeña hem op; hij keerde in 1945 met de Amerikaanse opperbevelhebber Douglas MacArthur terug naar Manilla. In 1946 werd het Gemenebest zoals gepland vervangen door de Republiek van de Filipijnen.